# 狐蝠科
狐蝠科（学名：Pteropodidae），哺乳綱翼手目的一科，狐蝠科所属的動物有利齒狐蝠屬（神女利齒狐蝠）、菲果蝠屬、番果蝠屬、豕果蝠屬等。